# Atlètic Club d'Escaldes
Maillots
Actualités
L'Atlètic Club d'Escaldes est un club de football andorran basé à Escaldes-Engordany.
Fondé en 2002, il joue en deuxième division lors de la saison 2010-2011, après avoir été relégué la saison précédente de Primera Divisio.

## Personnalités du club
Le premier tableau liste l'effectif de l’Atlètic Escaldes pour la saison 2024-2025

## Bilan sportif

### Palmarès
- Championnat d'Andorre  (1)
  - Champion : 2023
- Coupe d'Andorre  (1)
  - Vainqueur : 2022
  - Finaliste : 2021 et 2025
- Supercoupe d'Andorre
  - Finaliste : 2022 et 2023
- Championnat d'Andorre de deuxième division (2)
  - Champion : 2004 et 2019

### Bilan européen
Note : dans les résultats ci-dessous, le score du club est toujours donné en premier.
| Saison    | Compétition             | Tour              | Club                | Domicile | Extérieur | Total |
| --------- | ----------------------- | ----------------- | ------------------- | -------- | --------- | ----- |
| 2022-2023 | Ligue Europa Conférence | Premier tour Q    | Gżira United        | 0 - 1 ap | 1 - 1     | 1 - 2 |
| 2023-2024 | Ligue des champions     | Tour préliminaire | Budućnost Podgorica | 0 - 3    | 0 - 3     | 0 - 3 |
| 2023-2024 | Ligue Europa Conférence | Deuxième tour Q   | Partizani Tirana    | 0 - 1    | 1 - 4     | 1 - 5 |
| 2024-2025 | Ligue Conférence        | Premier tour Q    | F91 Dudelange       | 0 - 1    | 0 - 2     | 0 - 3 |
| 2025-2026 | Ligue Conférence        | Premier tour Q    | F91 Dudelange       | 2 - 0    | 3 - 2     | 5 - 2 |
| 2025-2026 | Ligue Conférence        | Deuxième tour Q   | Dinamo Tirana       | 1 - 2    | 1 - 1     | 2 - 3 |

Légende
- Victoire ou qualification pour le tour suivant
- Match nul
- Défaite ou élimination de la compétition